# Takejirō Tokonami

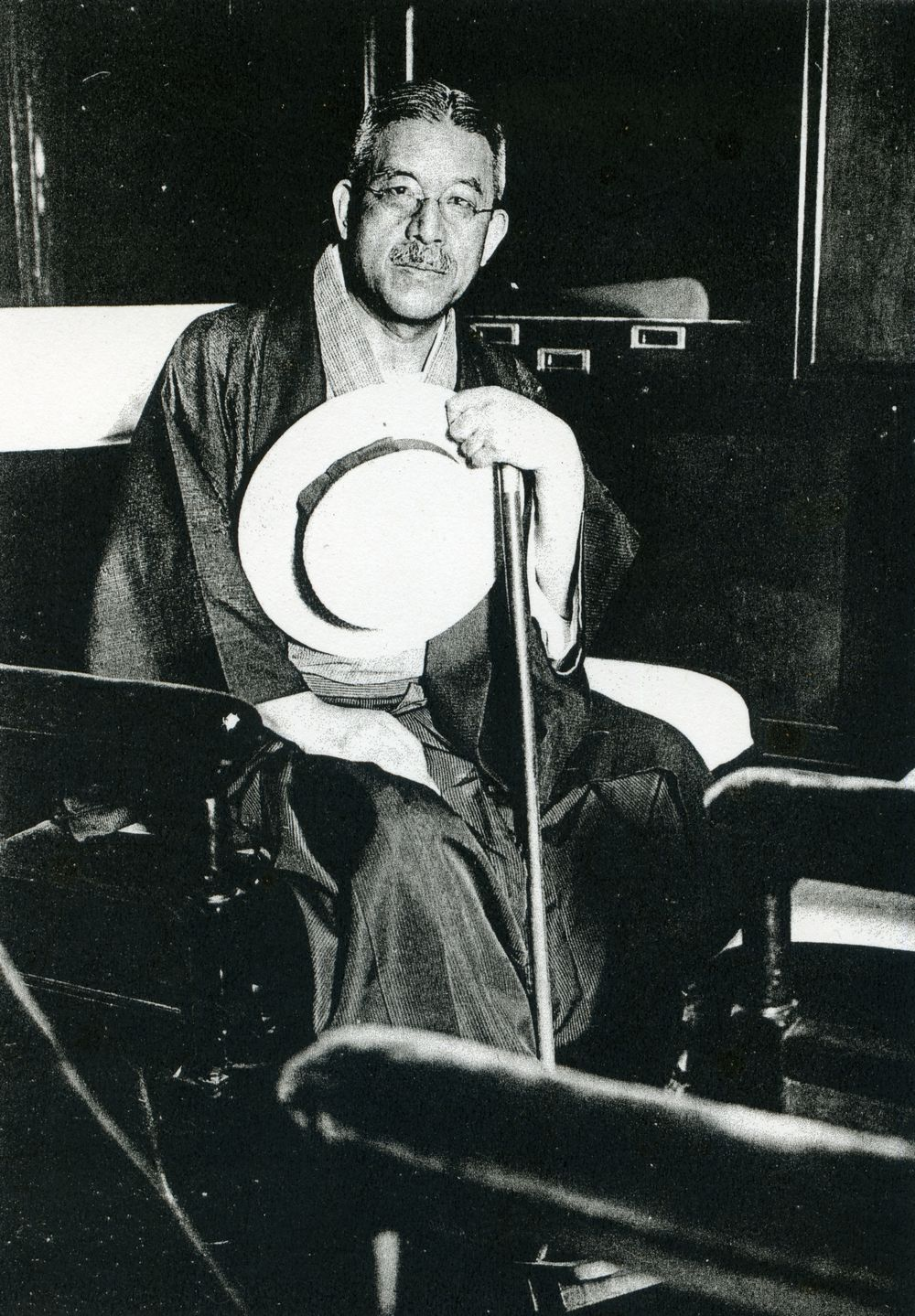

Takejirō Tokonami est un nom japonais traditionnel ; le nom de famille (ou le nom d'école), Takejirō, précède donc le prénom (ou le nom d'artiste).
Takejirō Tokonami (床次 竹二郎, Tokonami Takejirō), né le 6 janvier 1866 à Kagoshima au Japon et décédé à l'âge de 69 ans le 9 août 1935, est un bureaucrate et homme politique japonais qui fut ministre de l'Intérieur et ministre des Chemins de fer dans le gouvernement de Meiji,.

## Biographie
Né en 1866 à Kagoshima, Tokonami étudia le droit à l'université impériale de Tokyo. Au cours de sa carrière, il travailla pour plusieurs agences gouvernementales et dirigea certains partis politiques. Il participa également à la fondation de certains d'entre eux comme le Kyōchōkai qui prônait des réformes sociales néo-confucianistes.
Tokonami devint gouverneur de la préfecture de Tokushima en 1904 puis celui de la préfecture de Karafuto du 24 avril au 12 juin 1908.
Il devint vice-ministre puis ministre du ministère japonais des Affaires intérieures en 1906. Pendant qu'il était vice-ministre, Tokonami organisa une rencontre entre les bouddhistes japonais et les chefs chrétiens en février 1912.
Tokonami devint membre de la diète du Japon dans les années 1920 en tant que chef du parti politique Seiyu Honto. Il continua à siéger après que le Seiyu Honto et le Kenseikai fusionnèrent pour former le Rikken Minseito.
Il rejoignit le Rikken Seiyūkai en 1929. En 1932, Tokonami fit campagne pour prendre la tête du parti mais fut persuadé par les anciens d'abandonner et d'autoriser le Premier Ministre Kantarō Suzuki de présider le parti. Quand Keisuke Okada choisit Tokonami pour devenir ministre en 1934, il renonça définitivement à la tête du parti car il appartenait dorénavant à un groupe politique qui s'opposait à lui. Le Rikken Seiyūkai commença à expulser tous les membres qui soutenaient Tokonami, incitant ce dernier et ses partisans à former un nouveau parti politique, le Showakai.
Il devint aussi ministre des Communications dans les années 1920. Pendant son mandat, il fut accusé d'avoir accepté un pot-de-vin de 500 000 yuans de la part du seigneur de guerre chinois Zhang Xueliang en 1928. Il fut aussi ministre des Chemins de fer pendant les années 1930.

## Sources
- Impressions of Europe and America[5].